# Martin Houtkooper
Martinus „Martin” Houtkooper (ur. 27 października 1891 w Callantsoog, zm. 16 kwietnia 1961) – holenderski piłkarz grający na pozycji napastnika. W swojej karierze rozegrał 1 mecz w reprezentacji Holandii.

## Kariera klubowa
W swojej piłkarskiej karierze Houtkooper grał w klubie HFC Haarlem.

## Kariera reprezentacyjna
Swój jedyny mecz w reprezentacji Holandii Houtkooper rozegrał 31 sierpnia 1919 w zremisowanym 1:1 towarzyskim meczu z Norwegią, rozegranym w Kristianii. Wcześniej, w 1912 roku, zdobył brązowy medal na Igrzyskach Olimpijskich w Sztokholmie.